# Дімітріс Плапутас

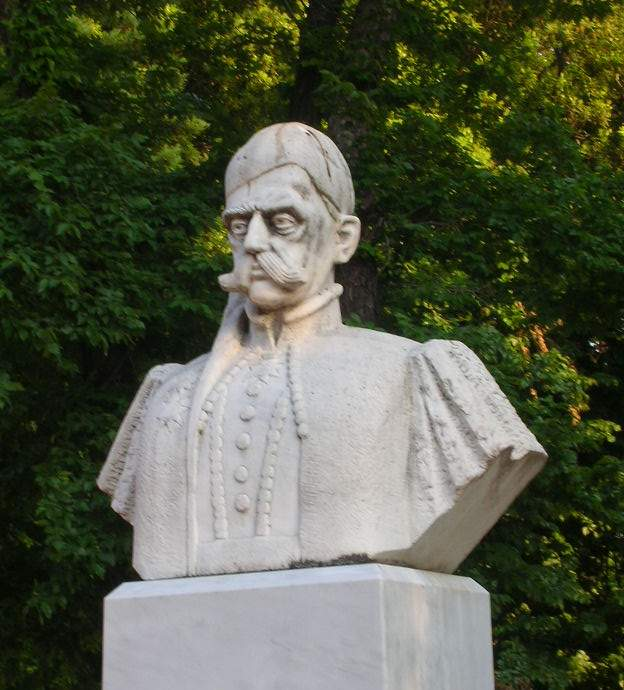
Бюст Дімітріса Плапутаса.

Дімітріс Плапутас (грец. Δημήτρης Πλαπούτας; 15 травня 1786, Палумба (грец.), Аркадія — 1864, Афіни) — воєначальник Грецької революції, офіцер і політик Грецького королівства.

## Біографія
Плапутас народився в селі Палумба в Аркадії, в єпархії Гортинії і був сином клефта і арматола Ніколаоса або Коліаса Плапутаса (Νικόλας ή Κόλλιας). З цієї причини, Теодорос Колокотроніс іменував його просто «Кольопулос» (Κολιόπουλος) — похідна прізвище від Колиас. Плапутас був одружений з племінницею Колокотроніса Стекулі і в більшості боїв, в яких він взяв участь, воював під командуванням свого родича.
У період 1811—1812 років, гнаний турками, Плапутас знайшов притулок на острові Закінф, що перебував під британським контролем. Там служив у чині сотника в грецьких військових частинах організованих британською армією. Повернувся на Пелопоннес, але в 1819 році був знову вигнаний османськими владою, за вбивство турків у Алоністені в Аркадії. Знову знайшов притулок на Закінфі, де був посвячений в таємну грецьку революційну організацію Філікі Етерія Цохандарісом. З початком Грецької революції 1821 року повернувся в повсталу Грецію, де став видатним воєначальником і соратником Колокотроніса.

## Грецька революція
27 березня 1821 року, разом з Теодоросом Колокотронісом і своїм братом Георгієм, зайняв міст на річці Алфіосі і успішно відбивав атаки озброєних мусульман, які намагалися, разом з сім'ями, сховатися за стінами Триполі. Змушені перебратися через бурхливу в цей час року річку, мусульмани втратили близько 500 чоловік, серед них жінок і дітей.
15 травня 1821 року, разом з Андреасом Метаксасом Плапутас здобув перемогу над «наймужнішими з мусульман Мореї», албанцями з регіону Лала. Після своєї поразки, лаліоти були змушені залишити свої села і сховатися за стінами міста Патри.

## Облога Триполі
Під час облоги Триполі Плапутас відзначився у травні 1821 року в битві при Вальтесі. Перед взяттям міста-фортеці повстанцями, албанці гарнізону отримали «беса» (слово клятви), Колокотроніса, що вони зможуть вільно покинути місто. Здійснення цієї акції Колокотроніс доручив Плапутасу, який, згідно з джерелами, був православним арнаутом і володів албанською мовою. Під час взяття міста повстанцями і різанини озброєних і неозброєних турків, греко-мовних мусульман і євреїв, Плапутас вивів 2 тисячі албанців з міста. Пройшовши з ними до північного узбережжя півострова він переправив албанців через Коринфську затоку, взявши з них слово, що вони не повернуться на Пелопоннес.

## Навала Драмали-паші
26 лютого 1822 року, разом з сином Колокотроніса Геннеосом, Плапутас здобув перемогу над турками в Халандриці, біля міста Патри.
У липні 1822 року, під час навали військ Драмали-паші в Пелопоннес, Дмитро Іпсіланті і Костянтин Мавроміхаліс обороняли фортецю міста Аргоса. 23 липня 1822 року Плапутас прорвав кільце турків і доставив продовольство у фортецю. Забезпечивши гарнізон продовольством, знову прорвав турецьке кільце і вийшов з фортеці.
У битві при Дервенакії Плапутас не відзначився, прибувши на основний театр воєнних дій пізно, 28 липня 1822 року. Проте 7 серпня 1822 року Плапутас і Геннеос Колокотороніс відбили спробу залишків армії Драмали-паші пройти з Коринфа вздовж узбережжя затоки Корінфа, до міста Патри.

## Міжусобиця
У лютому 1823 року Колокотроніс довірив йому командуванням гарнізоном міста Нафпліона. У міжусобиці 1824 року Плапутас став на бік Колокотроніса і 8 травня 1824 року, разом з Нікітарасом і Генеосом Колокотронісом, взяв участь у битві проти урядових військ. Відносини Плапутаса з Колокотронісом на час охололи, коли останній забрав у нього командування гарнізоном фортець Нафпліона і передав командування своєму синові Паносу.

## Єгипетське навала
На початку єгипетської навали на Пелопоннес в травні 1825 року, Плапутас відгукнувся на заклик Папафлессаса і виступив з 1500 бійцями до Маньякіону. Але підійшов з запізненням, коли битва при Маніакі вже закінчилася. Плапутас спробував 23 червня 1826 року, разом Т. Колокотронісом, зупинити війська Ібрагіма біля монастиря Епано-Хрепи (Μόνη Επάνω Χρέπας), але без успіху.
Через 2 місяці, 19 серпня 1826 року, біля села Васараса біля Спарти, разом з Нікітарасом здобув першу перемогу над військами Ібрагіма.
У липні 1827 року, коли Ібрагім продовжував руйнувати Пелопоннес, Плапутас зупинив турків, що виступили з фортеці міста Патри під командуванням делі-Ахмеда. У битві при Кавкарьї, що тривала 2 дні і 1 ніч, турки втратили 400 чоловік убитими.

## Грецьке королівство

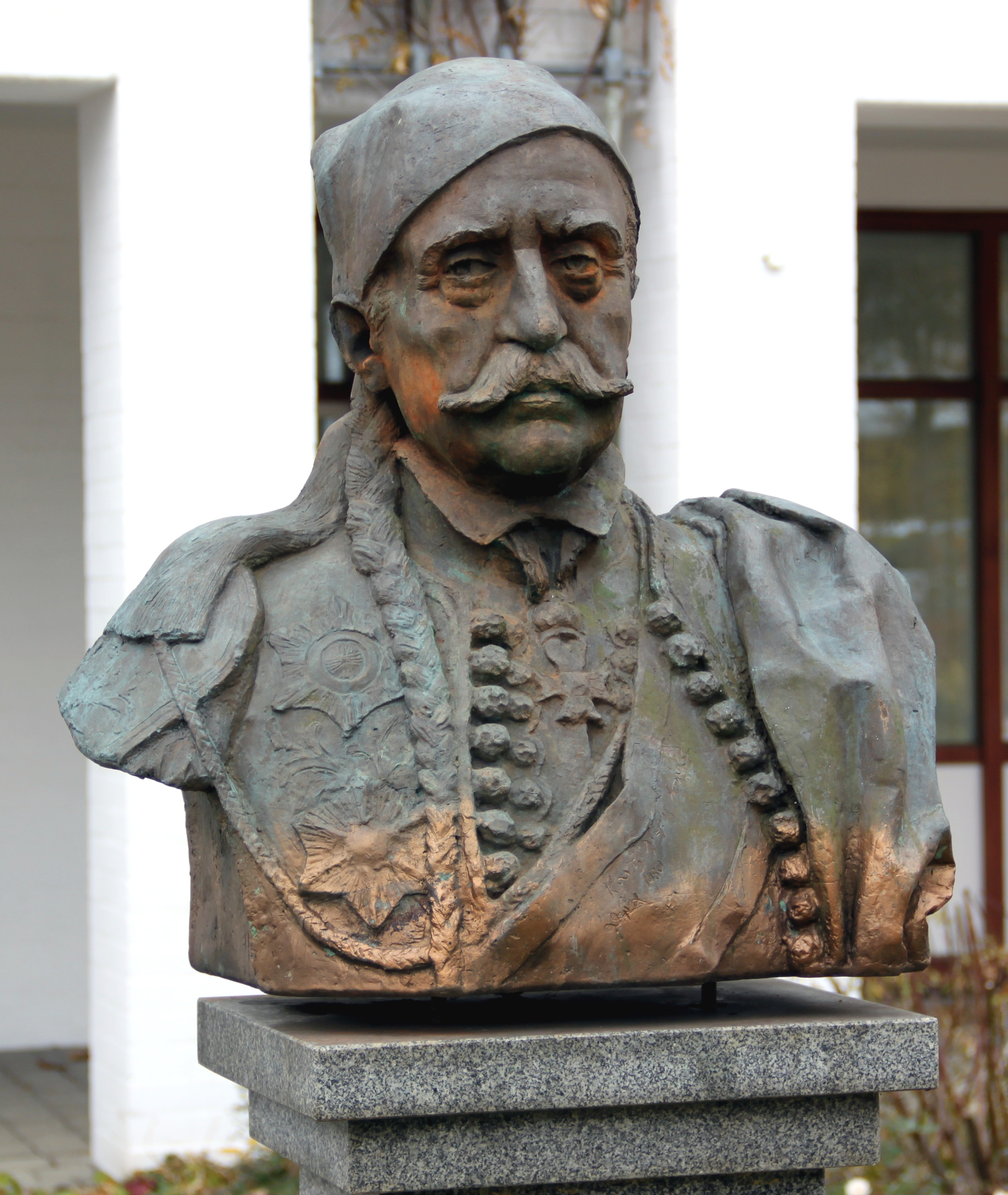
Бюст Дімітріса Плапутаса біля муніципалітету німецького міста Оттобрунн.

Плапутас разом з адміралом Міаулісом і Костасом Боцарисом був відправлений в Мюнхен, щоб супроводити майбутнього короля баварця Оттона в Грецію. Плапутас був включений в почесну «Королівську фалангу» ветеранів.
Політично належав до так званої «російської партії». Був гнаний баварськими регентами, разом з Колокотронісом, з обвинуваченням у змові проти королівської влади. Уникнув смерті завдяки принциповій позиції суддів Полизоидиса і Терцетиса, що відмовилися підписати смертний вирок. Був ув'язнений у фортеці в Нафпліоні, разом з Колокотронісом.
У 1835 році Оттон досяг повноліття. Однією з перших акцій було звільнення Колокотроніса і Плапутаса, які перебували в ув'язненні у фортеці Паламіді з 1833 року.
Згодом Плапутаса обрали депутатом 4-х Національних зборів у Аргосі й депутатом парламенту від Карітени (1844—1847), а також членом конгресу (1847—1862) і почесним ад'ютантом короля Оттона.
У віці 70 років Плапутас одружився з 30-річною жінкою, з якою мав дочку, Афанасію.
Помер Дімітріос Плапутас в Афінах у 1864 році.